# Dumitru Berciu
Dumitru Berciu (n. 27 ianuarie 1907, Bobaița, România – d. 1 iulie 1998, București, România) a fost un istoric și un arheolog român, membru de onoare al Academiei Române.

## Biografie
Primele sale studii au fost cele secundare, efectuate la Turnu Severin, apoi cele superioare la București (1932). A fost membru al Școlii române din Roma. Doctor în filosofie și litere (1938). Profesor secundar (1933-1945). Șef al misiunii arheologice române, secretar și apoi director al Institutului român din Albania (1938-1344). Conferențiar și apoi profesor la catedră de istorie a României, la Facultatea de Istorie a Universității din București (din 1945), a ajuns apoi decan (1966-1971). Consilier și apoi șef de sector la Institutul de arheologie, București (din 1948). Membru titular al Academiei de științifice  sociale și politice a R.S.R. (din 1970). Membru al Institutului de preistorie din Viena (din 1935) și al Societății arheologice a R.S.F. Iugoslavia (din 1960). Membru corespondent al Institutului arheologic din R.F. Germania (din 1965). A participat și a trimis comunicări la numeroase congrese internaționale de specialitate În țara  și peste hotare. Distins de Academie cu premiile „V. Pârvan” (1936) și „N. Bălcescu” (1961).
A realizat cercetări în sud-estul si centrul Europei despre celți și traco-geți. A fost director al Institutului de Tracologie din București (1948-19?). A fost un Mecena pentru cultură. A ajutat oameni, a sprijinit fundații, reviste și instituții. A sprijinit financiar ridicarea Palatului Culturii din Drobeta-Turnu Severin, unde s-a instalat și biblioteca sa, care îi poartă numele.

## Lucrări
- Îndrumări în preistorie, 1939
- Contribuții la preistoria Transilvaniei, 1942
- Cercetări și săpături arheologice în județele Turda și Alba, 1945
- Contribuția lui Ion Andrieșescu la preistoria Daciei și a sud-estului european, 1945
- Cercetări și descoperiri arheologice în regiunea București, 1956 [6]
- Cetatea Alba Iulia, 1962
- Cultura Hamangia, 1966
- Zorile istoriei în Carpați și la Dunăre, 1966
- La izvoarele istoriei, 1967
- O introducere în arheologia preistorică, 1967
- The Roman Empire and its neighbours, 1967
- România înainte de Burebista, 1967
- Unitate și continuitate în istoria poporului român, 1968
- Arta traco-getică, 1969
- Lumea celților, 1970
- Daco-România, 1978
- Buridava dacică, 1981